# غدب فارغيسي
غدب فارغيسي (باللاتينية: Scrophularia fargesii ) هو نوع نباتي يتبع جنس الغدب من الفصيلة الغدبية.